# Ernst Schlichting
Ernst Schlichting (* 25. Januar 1923 in Kellenhusen (Schleswig-Holstein); † 17. April 1988 in Stuttgart-Birkach) war ein deutscher Bodenkundler.

## Lebensweg
Ernst Schlichting, Sohn eines Rechtsanwalts, begann 1939 eine Landwirtschaftslehre. 1941 wurde er zum Wehrdienst eingezogen. Eine schwere Kriegsverletzung führte zu einer dauernden Behinderung. Seit 1944 studierte er Landwirtschaft an den Universitäten in Halle  (Saale) und Kiel. Als Diplomlandwirt trat er 1948 in das Kieler Institut für Pflanzenernährung und Bodenkunde ein. 1951 promovierte er dort mit der Dissertation Zur Kenntnis des Heidehumus und 1954 habilitierte er sich mit der Schrift Kupferbindung und -fixierung durch Humusstoffe.  Bis 1961 wirkte er als Dozent in Kiel. 1961 folgte er einem Ruf als ordentlicher Professor für Bodenkunde an die Landwirtschaftliche Hochschule Hohenheim, wo er 25 Jahre wirkte.

## Forschungsleistungen
Die Entwicklung der Bodenkunde nach dem Zweiten Weltkrieg hat Ernst Schlichting maßgebend mitgestaltet. Seine herausragende Leistung besteht darin, dass er die Böden stets ganzheitlich als Teile einer Landschaft betrachtete. Aus der Kenntnis ihrer Genese versuchte er Aussagen für die Bodennutzung und für den Bodenschutz zu erlangen. Seine grundlegenden Gedanken einer landschaftsökologisch orientierten Bodenkunde hat er in seinem Beitrag Wesen und Bedeutung der Pedologie (1962), und Die Bodenkunde als ökologische Geowissenschaft (1977) sowie in seinem Lehrbuch Einführung in die Bodenkunde (Erstauflage 1964) dargestellt. Zu den Standardwerken bodenkundlicher und ackerbaulicher Methodenbücher gehört sein gemeinsam mit Hans-Peter Blume verfasstes Werk Bodenkundliches Praktikum (Erstauflage 1966).
Schlichting war Mitherausgeber der Zeitschriften Landwirtschaftliche Forschung (seit 1964), Zeitschrift für Pflanzenernährung und Bodenkunde (seit 1967, heute Journal for Plant Nutrition and Soil Science) und Soil Science (seit 1982). Von 1970 bis 1973 war er Vizepräsident der Deutschen Bodenkundlichen Gesellschaft. Er gehörte zu den Mitgliedern der Deutschen Akademie der Naturforscher Leopoldina zu Halle (Saale).

## Veröffentlichungen (Auswahl)
- Bodenkundliche und klimatische Grundlagen des Landbaues in Zentraleuropa (mit Peter Thran). In: Schriftenreihe der Landwirtschaftlichen Fakultät der Universität Kiel H. 25, 1960, S. 35–75.
- Typische Böden Schleswig-Holsteins. In: Schriftenreihe der Landwirtschaftlichen Fakultät der Universität Kiel H. 26, 1960, S. 1–140.
- Wesen und Bedeutung der Pedologie. In: Naturwissenschaftliche Rundschau Jg. 15, 1962, S. 276–280.
- Einführung in die Bodenkunde. Verlag Paul Parey Hamburg und Berlin 1964; 2. Aufl. 1986; 3. Aufl. 1993 = Pareys Studientexte Nr. 58.
- Bodenkundliches Praktikum. Eine Einführung in pedologisches Arbeiten für Ökologen, insbesondere Land- und Forstwirte und für Geowissenschaftler (mit Hans-Peter Blume), Verlag Paul Parey Hamburg und Berlin 1966.  2. neubearbeitete Aufl. (mit Hans-Peter Blume und Karl Stahr), Blackwell Wissenschaftsverlag Berlin 1995 = Pareys Studientexte Nr. 81.
- Die Bodenkunde als ökologische Geowissenschaft. In: Hohenheimer Arbeiten. Schriftenreihe der Universität Hohenheim. Allgemeine Reihe H. 88, 1977, S. 67–71.